# Ribeira do Alto Mira
Ribeira do Alto Mira är ett vattendrag i Kap Verde.   Det ligger i kommunen Porto Novo, i den nordvästra delen av landet, 300 km nordväst om huvudstaden Praia.
Omgivningarna runt Ribeira do Alto Mira är i huvudsak ett öppet busklandskap. Runt Ribeira do Alto Mira är det ganska tätbefolkat, med 62 invånare per kvadratkilometer.